# Peace
«Peace» — 47-й сингл британського гурту Depeche Mode і другий сингл з їх дванадцятого альбому Sounds of the Universe. Реліз відбувся 15 червня 2009 (у США сингл не видавався, замість нього вийшов промо-сингл (тобто некомерційний) «Perfect»). Відео знято у Румунії французькою командою «Jonas & François» за участю румунської актриси Марії Дінулеску. Це також перше відео без учасників групи (через хворобу Дейва), замість яких вивішений промо-плакат в кінці кліпу.